# 中东北非民族
中东北非民族，是指中东、北非（撒哈拉沙漠以北）主要是讲闪含语系语言的民族生活的地方，也有讲其他语系语言的民族建立的国家，高加索地区民族复杂；黑种人种族繁多，还没有现代意义的民族划分办法，按部族和使用语言的情况，大致划分为如下民族：
使用闪含语系语言的民族
- 阿拉伯族
- 犹太族
- 豪萨族
- 柏柏尔族
- 贝都因族
- 瓦达伊族
- 图布族
- 巴吉尔米族
- 图阿雷格族
- 摩尔族
- 班巴拉族
- 贝贾族
- 德鲁兹族
- 贝扎族
- 科普特人

使用尼罗—撒哈拉语系语言的民族
- 努比亚族
- 丁卡族

使用阿尔泰语系语言的民族
- 土耳其族
- 阿塞拜疆族
- 卡什凯族

使用印欧语系语言的民族
- 亚美尼亚族
- 伊朗（波斯）族
- 库尔德族
- 吉拉克族
- 卢里族
- 马赞德兰族
- 普什图族
- 杜兰尼族
- 吉尔扎伊族
- 哈扎拉族
- 艾马克族
- 努里斯坦族
- 吉兰族
- 巴赫蒂亚里族

使用高加索语系语言的民族
- 格鲁吉亚族
- 奥塞梯族
- 阿扎尔族
- 阿布哈兹族
- 阿迪格族
- 切尔克斯族